# Partido Economía Humana
El Partido Economía Humana (alemán: Humanwirtschaftspartei e. V., HUMANWIRTSCHAFT) es un pequeño partido político alemán. Fundado como Unión Social Libre  en 1950, su tema central es lo que ellos llaman la economía humana,  que consiste en la transformación del actual sistema económico capitalista en una economía de mercado.  Como solución, dentro de su programa plantean un sistema económico basado en las ideas de libre economía desarrolladas por Silvio Gesell, pero adaptadas a la actualidad, constituyendo  una tercera vía entre el capitalismo y el socialismo.

## Historia

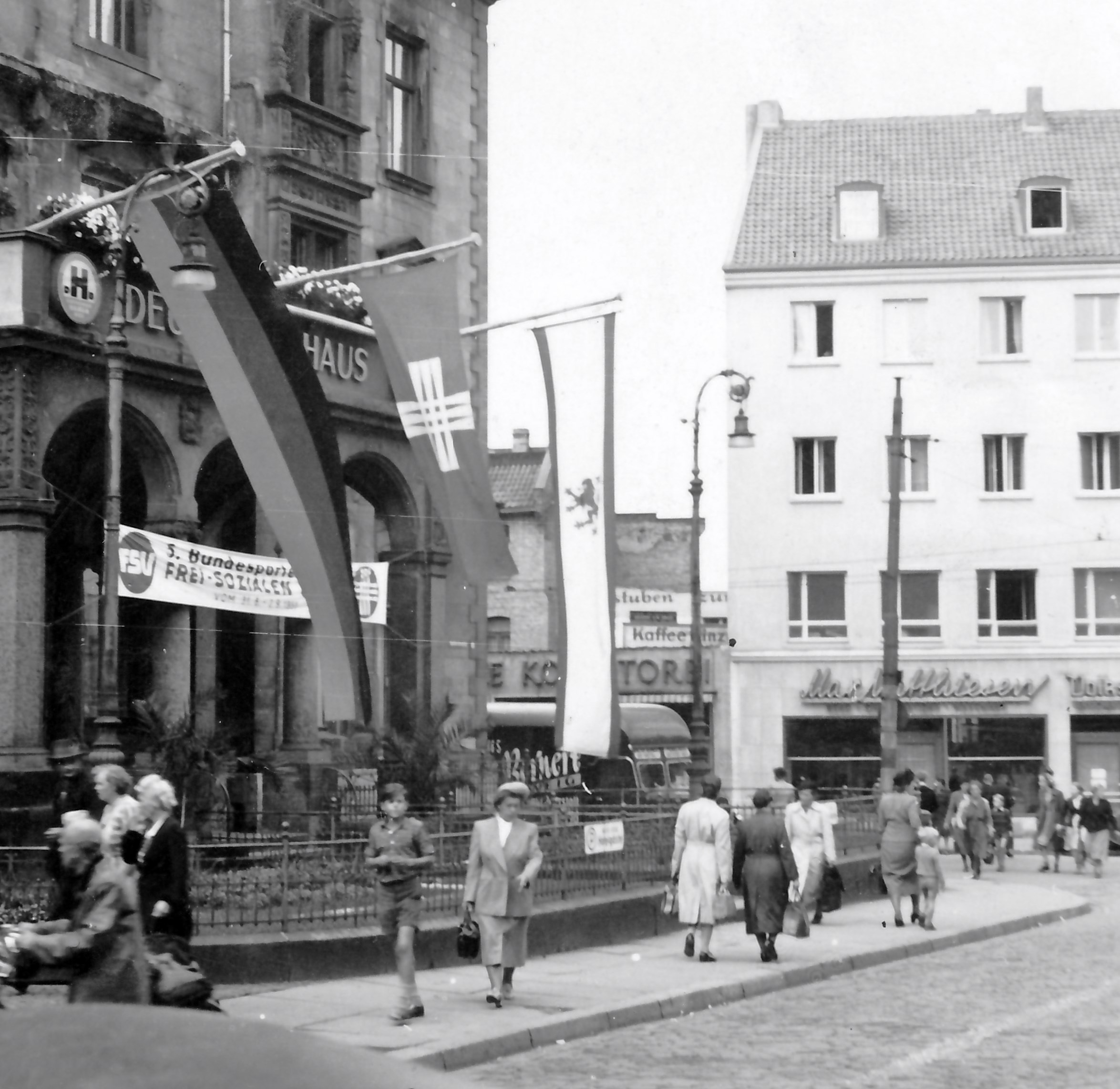
Aniversario federal de la FSU en 1951 en Braunschweig.

El partido fue fundado en 1950 bajo el nombre de Unión Social-Libre (FSU). En ella se fusionaron el Partido Radical-Social de la Libertad (RSF) de la zona de ocupación británica, el Partido Social de la Libertad (SFP) de la zona de ocupación estadounidense y el Partido Social Libre (FSP) de la zona de ocupación francesa. Alrededor de 1958, cambió su nombre a Unión Social Libre y en 1968 se incluyó el título adicional de Centro Democrático.
El partido participó por primera vez en las elecciones estatales de Baja Sajonia de 1963 y desde 1965 en las elecciones federales en algunos estados federados. Se limitaba esencialmente a la distribución de folletos y sus candidatos eran de poca aparición pública.
El 28 de abril de 2001, el partido adquirió su nombre actual ya que sus miembros querían distanciarse de algunos otros miembros ultraderechistas de la ex FSU. El 30 de octubre de 2005, se decidió que la abreviatura sería Humanwirtschaft. En 2006, el partido publicaba su propia revista, titulada "HUMANWIRTSCHAFT – Zeitschrift für eine menschliche Marktwirtschaft". La revista se escindió por razones de costo en enero de 2007 y ahora es la publicación de la "Förderverein für Natürliche Wirtschaftsordnung", con sede en Essen.
En las elecciones estatales de Berlín de 2006, el partido ganó el 0,1 de los votos.
En 2009 no pudo participar en las elecciones al Parlamento Europeo al no obtener las 4000 firmas de apoyo necesarias para inscribir su lista.
Participó en las elecciones estatales de Sajonia de 2009 con una lista y presentó un candidato directo en la circunscripción Riesa-Großenhain 2. En este caso, el partido ganó el 0.1% de los votos.

### Participación en elecciones federales
En 1965, 1969 y 1972 la FSU participó en las respectivas elecciones federales, pero alcanzó sólo el 0,0% de los votos. En 1987, 1994 y 1998 presentó sólo candidatos directos, sin que ninguno de estos fuera electo.
En la elección federal de 2005, el partido presentó un candidato directo en el distrito electoral de Freiberg-Mittlerer Erzgebirgskreis (Sajonia), el cual recibió un 0,4% de los votos en el distrito.
No pudo participar en las elecciones de 2009. ni en ninguna posterior.

## Presidentes
Los presidentes del partido desde 2001 han sido:
| Periodo    | Nombre                   |
| 2001–2002  | Wolfram Triebler         |
| 2002–2003  | Knut Beba                |
| 2003–2006  | Wolfram Triebler         |
| 2006–2008  | Tomas Klünner            |
| 2008–2009  | Friedebald Müller        |
| 2009-2011  | Endre Zakocs             |
| 2011-2012  | Oliver Wolf              |
| 2012-2016  | Wilfried Harder          |
| 2016       | Dieter Müller (interino) |
| 2016-2020  | Hartwig Meyer            |
| 2020-2024  | Dieter Müller            |
| desde 2024 | Carsten Reuter           |